# Terme Snovik
Koordinati:   46°14′06″N, 14°42′34″E
Terme Snovik so termalno kopališče v Tuhinjski dolini pri Kamniku.

## Geografija
Terme Snovik ležijo na nadmorski višini okoli 440 mnm v idilični zeleni dolinici okoli 1,5 km severno od naselja Potok v Tuhinjski dolini. Terme oddaljene okoli 9 km od Kamnika ležijo na pragu Kamniško-Savinjskih Alp in s svojo lego obiskovalcem omogočajo poleg plavanja tudi druge aktivnosti.

## Zgodovina
Leta 1953 so se začele prve analize vode in tal ter raziskave za morebitno izkoriščanje termalne vode. Tako je bilo v obdobju štiridesetih let na območju naselij Vaseno in Snovik postavljenih 15 raziskovalnih vrtin za črpanje termalne vode. Kasneje sta bili narejeni še dve vrtini pri naslju Potok. Iz njih je po 1 km dolgem cevovodu speljana voda do lokacije »term«. Voda, ki pride na površje ima 30,6°C. Strokovnjaki, ki so opravili fizikalno-kemične analize termalne vode, so ugotovili, da gre za visoko kvalitetno pitno vodo. Odkrili so, da je zelo bogata z magnezijem in kalcijem. Leta 1994 je bil postavljen prvi poskusni leseni bazen. Junija 2001 je bil odprl pokrit termalni bazen s preko 500 m² vodnih površin. Julija 2003 se je postavil še nov zunanji bazen s površino 500 m².

## Voda
Visokokakovostna termalna voda bogata z magnezijem, kalcijem in minerali je odlična za pitje. Ministrstvo za zdravje je leta 2006 razglasilo termalno vodo v Snoviku za naravno zdravilno sredstvo.

## Sprostitveni programi
Terme v okviru Wellness programa nudijo savne, razne masaže, pedikuro, manikuro, razstrupljevanje...

## Bazeni
Notranji bazeni imajo skupno površino 500 m². V večjem bazenu je temperatura vode 32 v otroškem 33 v ločenem masažnem bazenu pa 36ºC. Zunanje vodne površine so prav tako velike 500 m², temperatura vode pa je 29ºC.

## Nastanitev
Gostje lahko dopust preživijo v eko apartmajskem naselju »Hiše na robu gozda«. Naselje sestavlja 8 hiš v katerih je 74 sodobno opremljenih apartmajev in 31 dvoposteljnih sob.

## Šport in rekreacija
Gostom Term Snovik je poleg vodnih aktivnosti v bazenih na voljo tudi fitnes na prostem, trim steza, kolesarske in pohodniške poti. V bližnjem Volčjem Potoku (6 km južno od Kamnika) pa lahko gostje igrajo golf.